# Еленкур (Север)
Еленкур (фр. Elincourt) насеље је и општина у североисточној Француској у региону Север-Па д Кале, у департману Север која припада префектури Камбре.
По подацима из 2011. године у општини је живело 634 становника, а густина насељености је износила 75,39 становника/km². Општина се простире на површини од 8,41 km². Налази се на средњој надморској висини од | метара (максималној 153 m, а минималној 129 m m).

## Демографија
| 1962. | 1968. | 1975. | 1982. | 1990. | 1999. | 2011. |
| ----- | ----- | ----- | ----- | ----- | ----- | ----- |
| 810   | 821   | 715   | 695   | 658   | 665   | 634   |

График промене броја становника у току последњих година